# Clorotionite
La clorotionite è un minerale.